# Ameridion malkini
Espèce
Synonymes
- Theridion malkini Levi, 1959

 Ameridion malkini est une espèce d'araignées aranéomorphes de la famille des Theridiidae.

## Distribution
Cette espèce est endémique de l'État de San Luis Potosí au Mexique,.

## Description
La femelle holotype (examinée le 26 juin 1947 à l'AMNH) est une très petite araignée d'apparence jaune mesurant 2,0 mm de long.

## Étymologie
Cette espèce est nommée en l'honneur de Borys Malkin.

## Publication originale
- Levi, 1959 : The spider genera Achaearanea, Theridion and Sphyrotinus from Mexico, Central America and the West Indies (Araneae, Theridiidae). Bulletin of the Museum of Comparative Zoology, vol. 121, no 3, p. 57-163 (texte intégral).